# Belén Monumental de La Florida
El Belén Monumental de La Florida es un nacimiento compuesto por gran número de figuras humanas y animales, además de diversos escenarios, edificios y otros elementos decorativos, todo a tamaño natural, que se instala en fechas navideñas en el Parque de la Florida de Vitoria (Álava, País Vasco).

## Historia

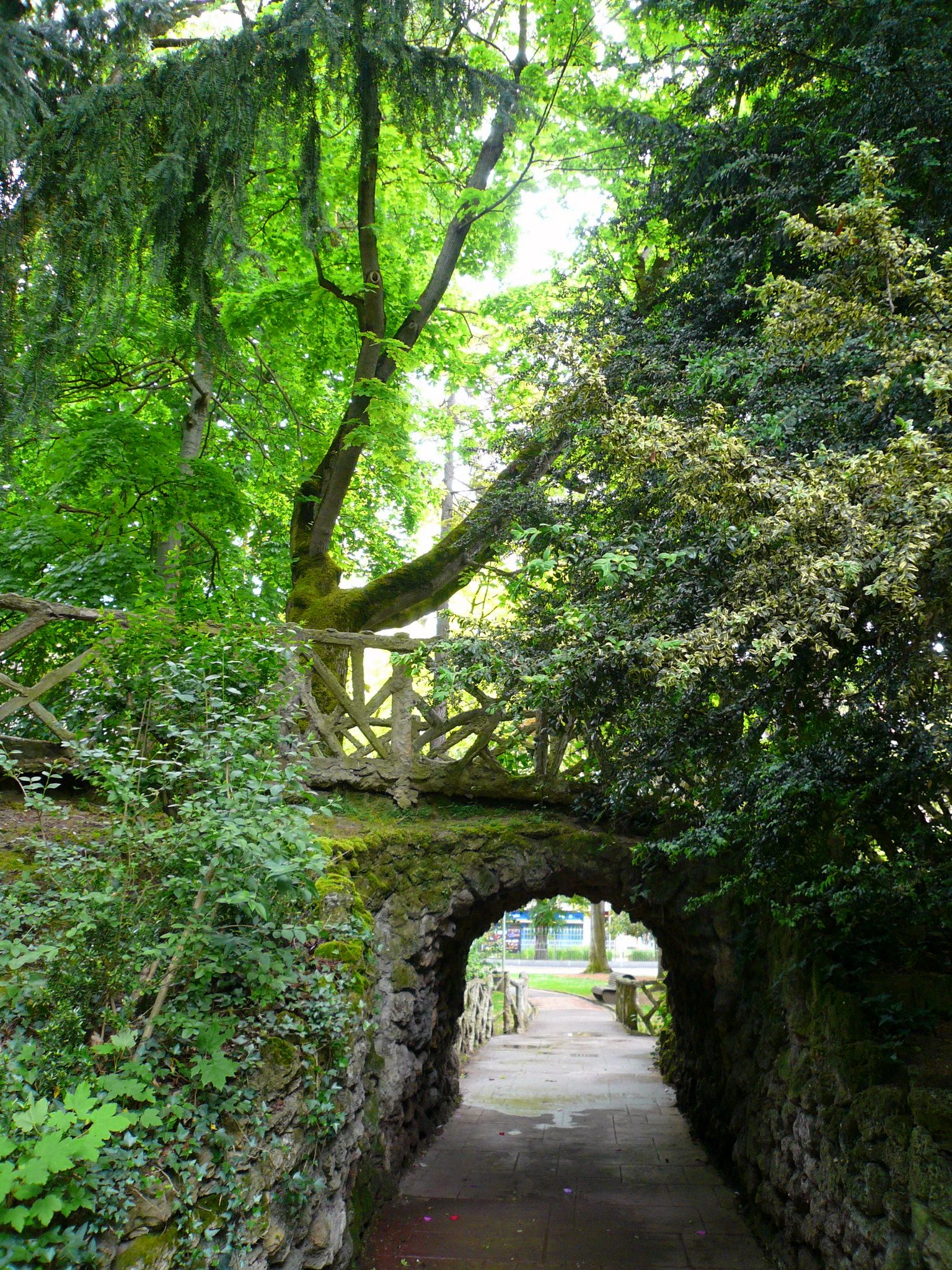
Parque de La Florida

El proyecto de instalar un nacimiento a tamaño natural en La Florida de Vitoria partió de un grupo de belenistas de la ciudad que vieron en el parque el escenario idóneo para su ubicación. Entre ellos estaba el dibujante y caricaturista Julián Ortiz de Viñaspre Jovi, que en 1959 comenzó a realizar los bocetos del futuro belén. La comisión de festejos del Ayuntamiento impulsó la iniciativa, que fue financiada en parte por la Caja de Ahorros Municipal de Vitoria.
El belén fue inaugurado el 24 de diciembre de 1962 por el obispo Francisco Peralta Ballabriga.El primer año solo se contaba con las figuras de la Sagrada Familia, en la gruta ya existente (construida en 1905), la Anunciación con un ángel, tres pastores con ovejas y un arriero con burro. En años sucesivos se fueron encargando nuevas figuras y elementos decorativos. En el año 1974 ya lo conformaban cincuenta figuras y contenía los grupos más importantes. En 2024 el belén cuenta con más de cincuenta figuras humanas, una treintena de animales, gran número de edificios y otras construcciones y decenas de otros elementos decorativos.
 

El Belén es propiedad de la ciudadanía de Vitoria, que paga su mantenimiento a través del Ayuntamiento. La construcción de nuevas figuras o su restauración se paga en parte con los donativos que las personas visitantes dejan en la gruta, junto a la figura del Niño Jesús.

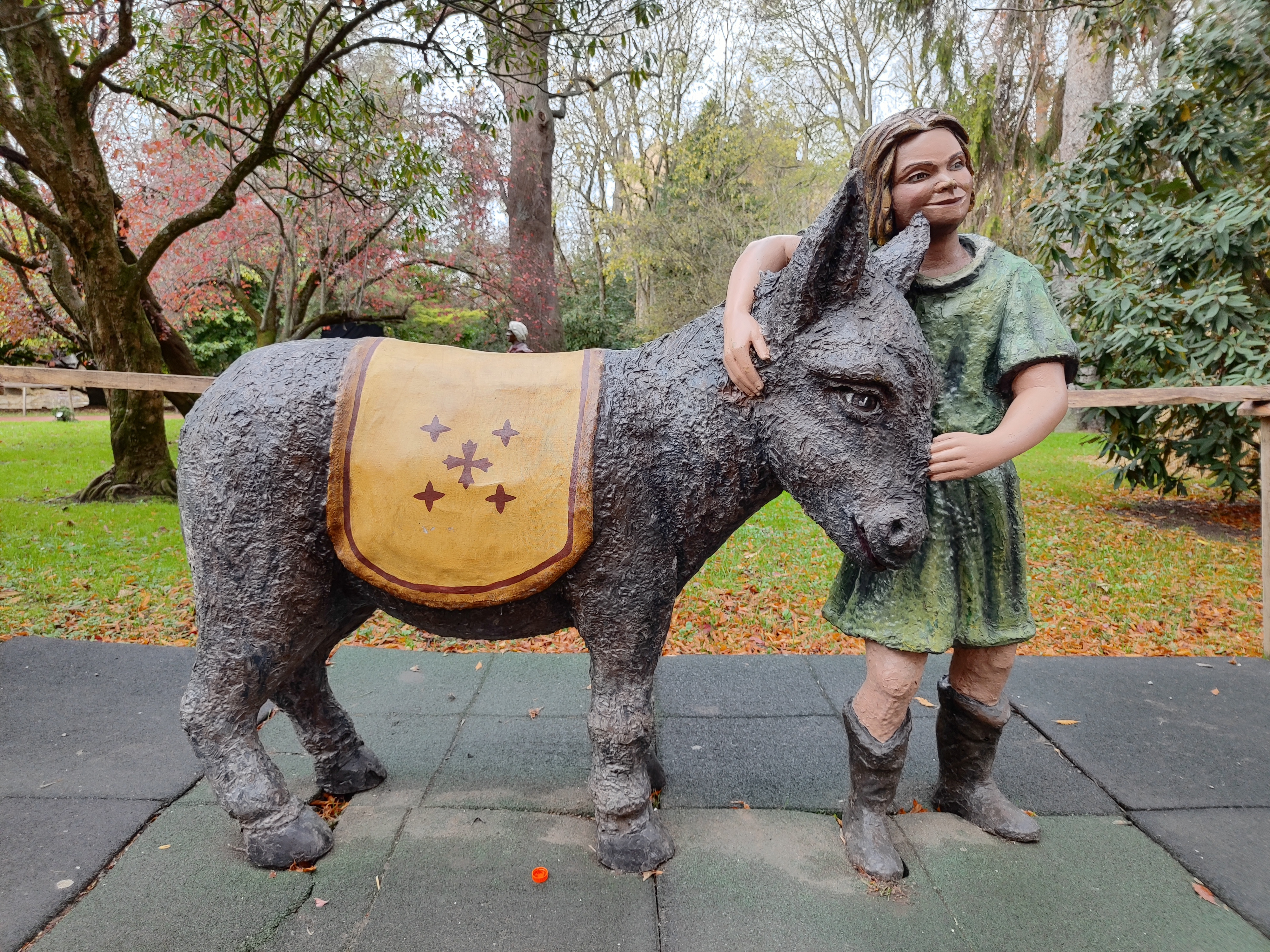
Niño con burro del Belén de La Florida

Una de las características más destacadas de este belén monumental es su accesibilidad. La entrada al Parque de La Florida y al belén es gratuita, lo que permite que cualquier persona pueda disfrutar de él.

## Elementos que lo forman

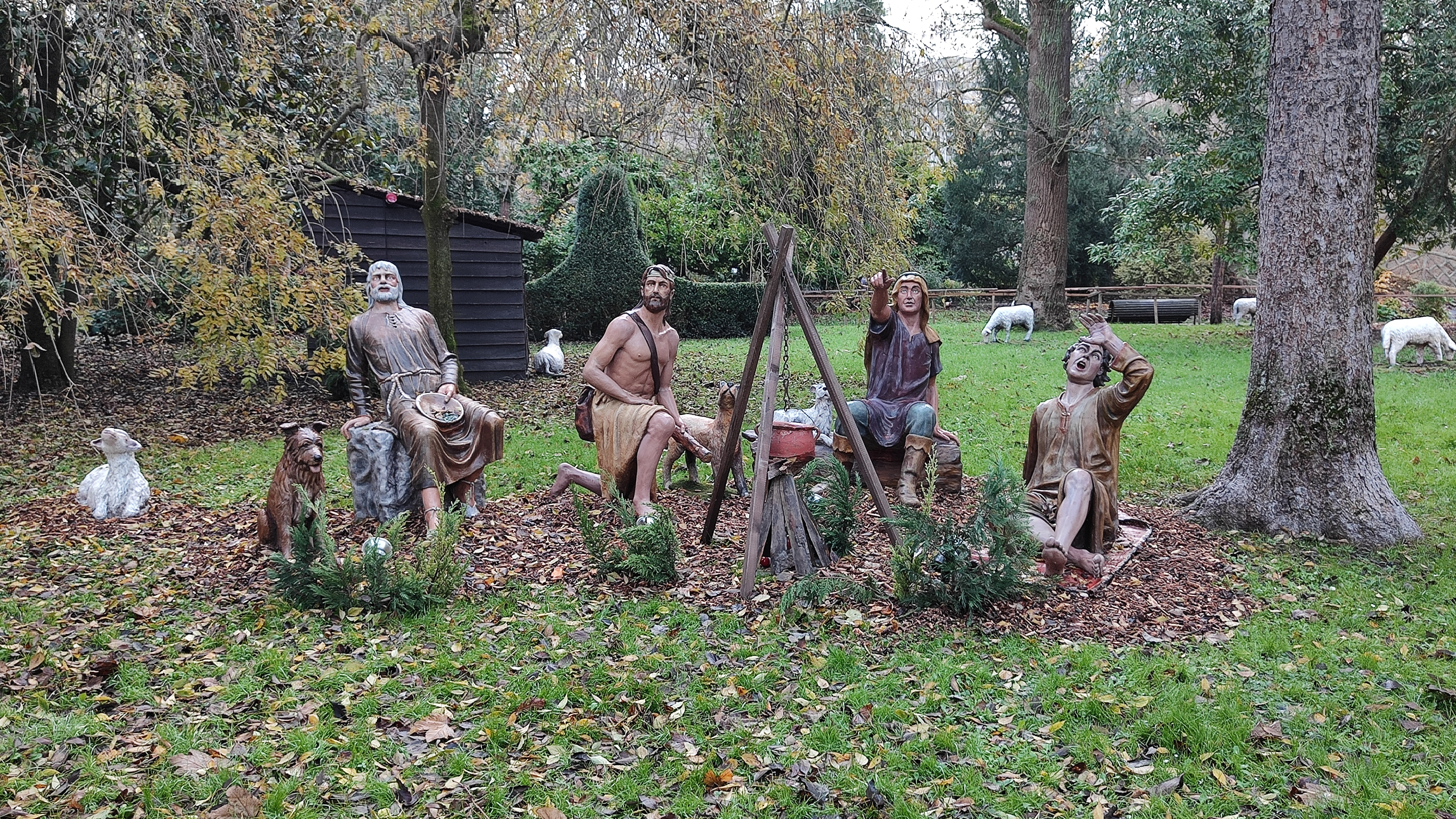
Pastores. Belén del parque de La Florida

Cada año, el Servicio Municipal de Obras y Jardines del Ayuntamiento de Vitoria comienza a instalar el nacimiento unos veinte días antes de su inauguración. En el equipo que lo monta hay especialistas en jardinería, carpintería, pintura, restauración (en labores previas), etc. Se comienza la instalación por el palacio de Herodes y se termina por las figuras del interior de la gruta. Al finalizar las fiestas navideñas, cuando el belén se desmonta, las figuras y elementos decorativos se guardan en almacenes municipales.
Las escenas y personajes más destacados representados en La Florida son:
- La gruta con San José, la Virgen, el Niño Jesús, la mula y el buey. Estos últimos son los únicos elementos que apenas han cambiado desde 1962. Fueron realizados por Ortiz de Viñaspre y Quintana. Solo tiene la mitad de su cuerpo, en escayola, el resto es un armazón cubierto por una manta.
- La Anunciación, formada por el Ángel y un grupo de pastores con sus ovejas.
- Los Reyes Magos montados a caballo. Hasta los años sesenta, se les iba moviendo por el jardín acercándolos a la gruta donde se encuentra la Sagrada Familia.

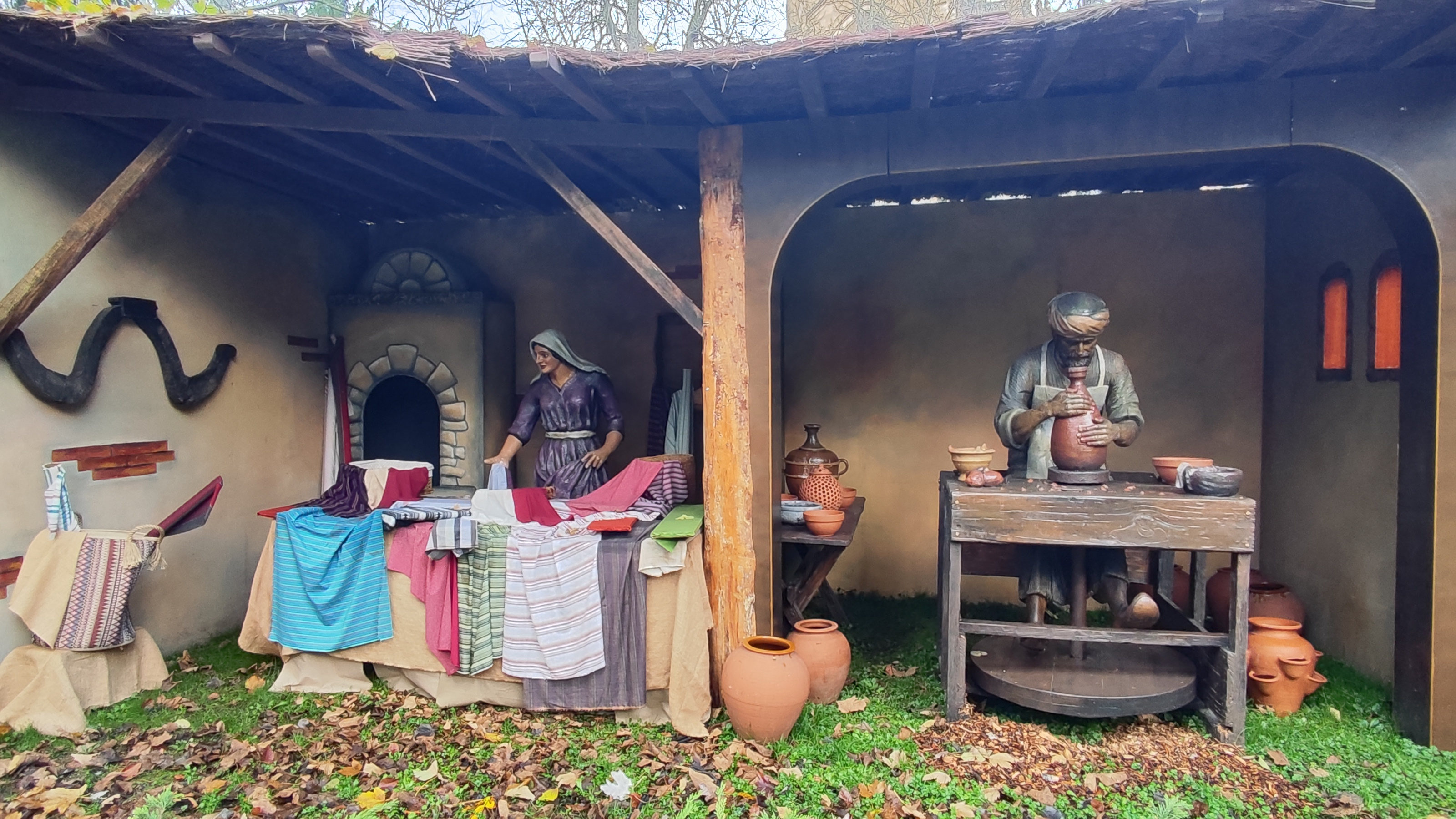
Vendedora de tejidos y alfarero

- Vendedora de tejidos y alfareroHerodes en su Palacio o Castillo, cuya puerta principal se orienta hacia la Catedral Nueva.
- Diversos oficios con sus escenarios correspondientes y otros personajes: herrero, carnicero, panadero, molinera, leñadores, vendimiadores, cuidadora de gallinas, agricultores, lavanderas, vendedora de textiles, alfarero, arriero, pescador, legionarios, niños y niñas, etc.
- Animales: Vacas, aves, cabras, ovejas, burros, gato, cerdo, etc.[7][4]

## Artistas
En el Belén de La Florida ha participado un gran número de artistas, fundamentalmente locales. A partir de los dibujos de Ortiz de Viñaspre, el escayolista José María Otazu construyó las primeras figuras. Los también belenistas Ángel Quintana, José María Otazu y Luis María Sánchez Iñigo, prepararon los escenarios.

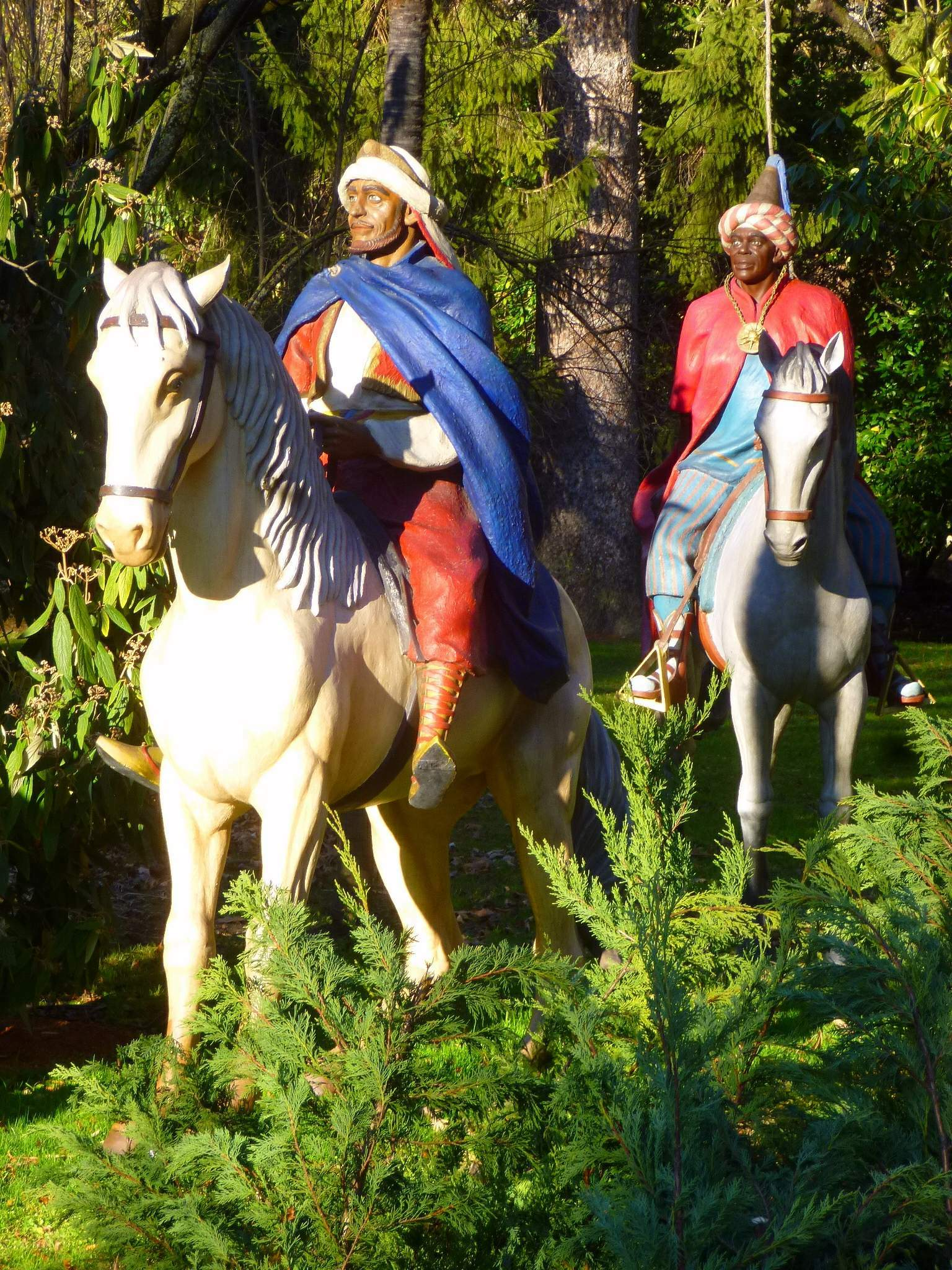
Reyes Magos

Entre 1962 y 1974, el encargado de la creación de figuras para el Belén fue el artista Ángel Quintana y su taller, siguiendo los bocetos de Ortiz de Viñaspre. A partir de 1974, el escultor gallego afincado en Vitoria Aurelio Rivas, recibió el encargo del consistorio vitoriano de continuar con la ampliación del Belén con nuevos elementos. A partir de 1974 algunas de las personas que colaboraban con Rivas cogieron el relevo. Francisco Javier San Miguel ha sido el artista que ha contribuido con la creación de más figuras al nacimiento, trabajando en muchas ocasiones junto con la también artista vitoriana Marian Escalera. En 1994, por ejemplo, aportaron la figura de un agricultor con su arado y en 1997 crearon a un mercader que vende sus especias en una jaima, con un camello a su espalda.
Juan José Eguizabal, autor de la escultura El caminante, ubicada en la céntrica calle Dato de la ciudad, participó con la elaboración de varias figuras: el herrero, el carnicero, algunos pastores y un nuevo ángel para la Anunciación, realizado en 1985. En 1992, nuevas figuras creadas por Marko Ibáñez de Matauko, sustituyeron a los deteriorados Reyes Magos originales.
En 2014, Marian Escalera unió al conjunto del nacimiento de La Florida a un legionario romano que vigila el castillo de Herodes; y en 2015 a una pastora que elabora quesos y cuatro cabras. Otro de los discípulos de Aurelio Rivas, José Manuel Hernández Chatén realizó varias figuras, entre ellas una de las más controvertidas: un vagabundo vestido con ropas actuales bebiendo vino y su perro.Otro artista local, Gorka Otsoa de Alda también participó en 2017 en el Belén.

## Materiales y transformaciones
Las primeras figuras que se elaboraron para el Belén eran de escayola, que se policromada después. A lo largo de los años se han empleado también otros materiales como barro, madera o poliestireno. En 1985 empezaron a fabricarse moldeadas en resina de poliéster y fibra de vidrio, más resistentes a la climatología, y más fáciles de transportar y de reparar.

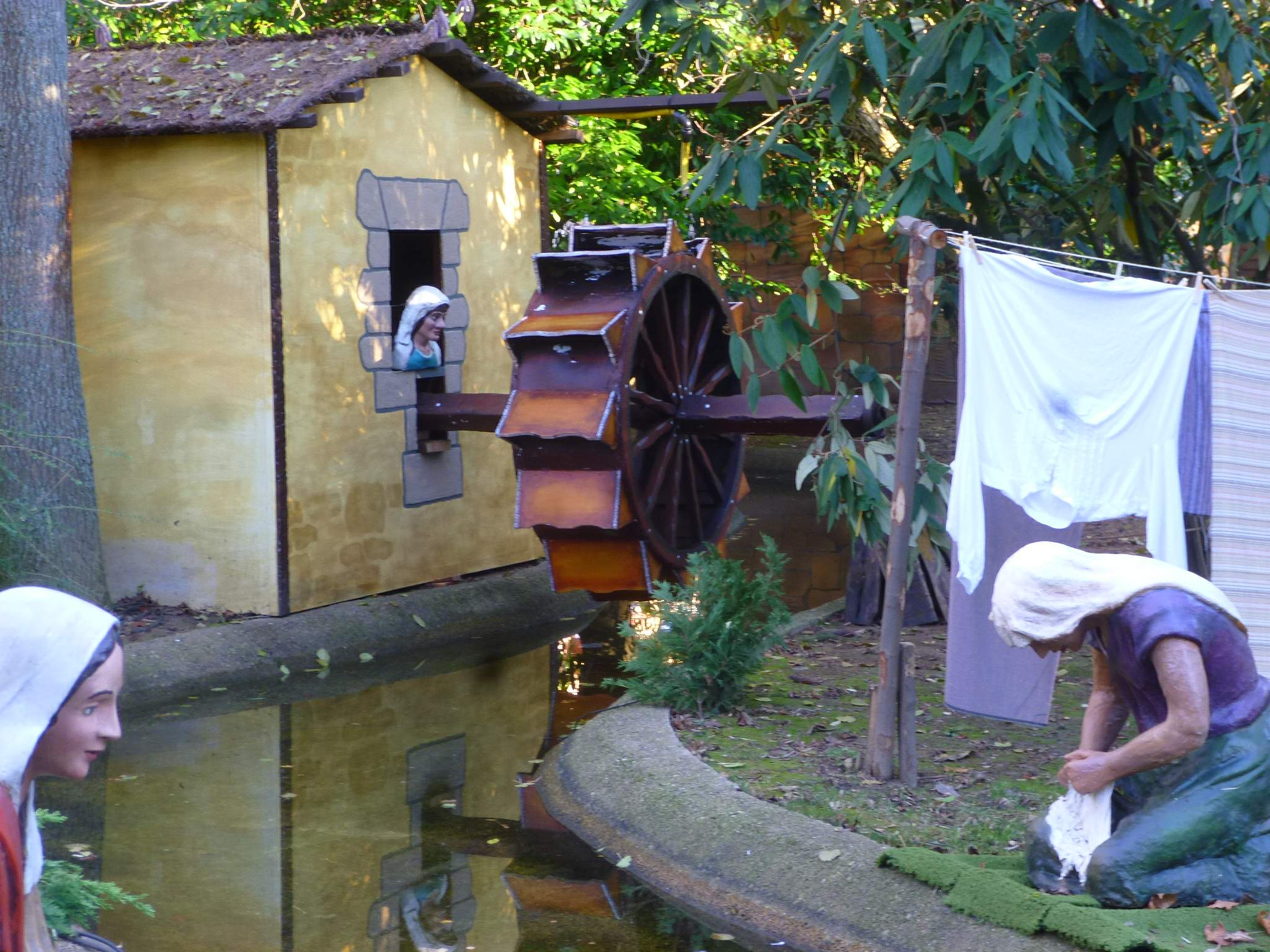
Lavanderas

El Belén de La Florida ha sufrido numerosas transformaciones. Ha habido escenas que han cambiado de lugar, estructuras que han cambiado de función o figuras que han sustituido a otras. El Niño Jesús original  se sustituyó en 1994 debido al deterioro provocado por la humedad de la cueva y los daños que habían causado en los pies de la figura las monedas que, como donativo, arrojaban sobre el pesebre quienes visitaban la gruta. La nueva figura fue modelada por Javier San Miguel y Marian Escalera. En el año 2000 fueron asimismo sustituidas las imágenes originales en escayola de la Virgen y San José, obras de Quintana y Jovi, por otras también de Javier San Miguel realizadas en poliéster y fibra de vidrio.Las figuras originales retiradas del Belén se conservan en dependencias municipales y algunas son restauradas o remodeladas y reconvertidas en otros personajes del nacimiento.El Palacio de Herodes instalado en el belén en 1984, ya muy deteriorado, fue sustituido en 2019 por uno nuevo elaborado por el artista Aitor Ruiz de Egino. 
A pesar de la vigilancia policial, el Belén de la Florida ha sido objeto en innumerables ocasiones de actos de vandalismo.En 2024, una de las figuras más antiguas del Belén, un niño que come uvas creado en los años 60-70 por Quintana y Jovi fue de nuevo objeto de una agresión: le arrancaron un brazo y dañaron gravemente el otro. También fue atacada una oveja y el Palacio de Herodes.

## Reconocimientos
- En 1992, la Federación Española de Belenistas (FEB), a propuesta de la Asociación Belenista de Álava, concedió el Trofeo FEB al Ayuntamiento de Vitoria en reconocimiento a este singular conjunto monumental.[18]
- En diciembre de 2024 se lleva a cabo una propuesta ante el Ayuntamiento de Vitoria para solicitar la declaración del Belén Monumental de la Florida como Bien de Interés Cultural.[19]